# Le Pavillon sur l'eau
Le Pavillon sur l'eau est une nouvelle de Théophile Gautier, publiée pour la première fois en septembre 1846 dans Le Musée des familles.

## Résumé
Dans la province de Canton, à l'époque où Tou et Kouan sont amis. Ils ont fait élever chacun un pavillon sur le bord d'une pièce d'eau commune aux deux propriétés. Plus tard, s'étant pris d'animosité l'un contre l'autre, ils ont fait construire un mur qui sépare l'étang en deux. Les deux familles ont chacune un enfant, un garçon, Tchin-Sing, et une fille, Ju-Kiouan, qui grandissent.

## Éditions
- 1846 : Le Pavillon sur l'eau : Le Musée des familles, septembre 1846.
- 1852 : Le Pavillon sur l'eau, recueil La peau de tigre (éditeur Souverain)
- 1863 : Le Pavillon sur l'eau, Romans et Contes (éditeur Charpentier)